# Kojima Engineering
Kojima Engineering war ein 1976 und 1977 in der Formel 1 aktiver Rennstall. In beiden Jahren startete das Team ausschließlich beim Japan-Grand-Prix in Fuji.

## Formel 1

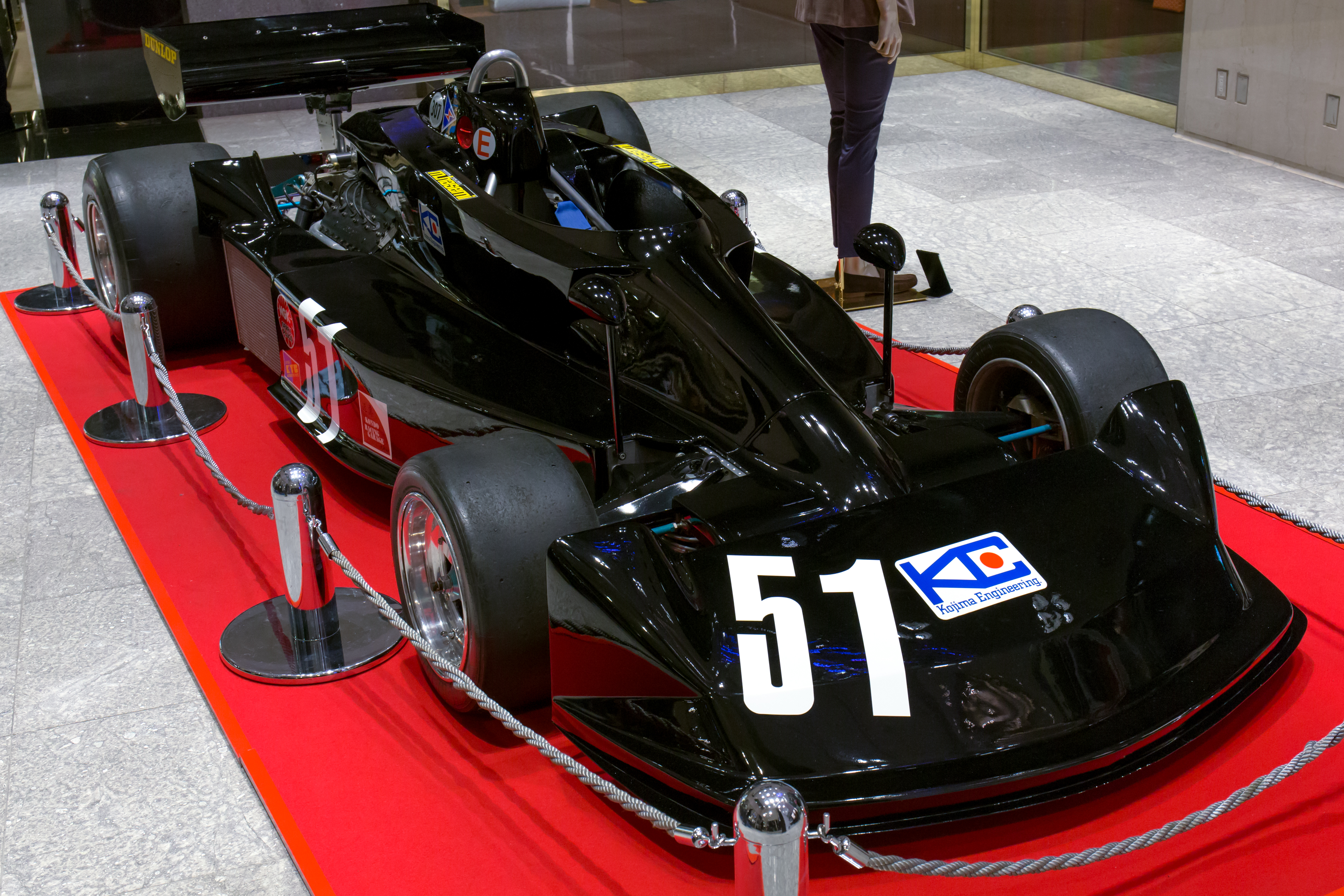
Kojima KE007

1976 ging das Team mit nur einem Fahrer an den Start. Beim letzten Saisonrennen in japanischen Fuji startete der Japaner Masahiro Hasemi im Ford-Cosworth DFV getriebenen Kojima KE007 von Startplatz 10 und wurde im Regenchaos Elfter. Die bisweilen zu lesende Ansicht, Hasemi habe in diesem Rennen die schnellste Rennrunde gefahren, beruht jedoch auf einem Messfehler.
Im Jahr darauf setzte Kojima Noritake Takahara ein. Ebenfalls mit dem V8-Motor von Ford-Cosworth im Heck startete der Japaner in einem Kojima KE009 und konnte vom 19. Startplatz aus das Rennen aufgrund eines Unfalls nicht beenden. Das Kundenteam Heros Racing Corporation setzte ebenfalls ein baugleiches Fahrzeug im selben Rennen ein. Kazuyoshi Hoshino beendete das Rennen von Platz elf gestartet auf dem elften Rang. Nach dem Ende der Saison wurde eine Weitergabe des Autos an das deutsche Team Kauhsen erwogen; Willi Kauhsen entschied sich aber letztlich für die Entwicklung eines eigenen Fahrzeugs.

## Formel 2 und Powerboat
Nach 1977 trat das Team in der Formel 1 nicht mehr in Erscheinung, war aber noch bis in die 1980er in der japanischen Formel 2 am Start. Der Hauptfokus lag ab 1978 auf Powerboat-Rennen.